# (22622) Strong
Pour les articles homonymes, voir Strong.
(22622) Strong est un astéroïde de la ceinture principale.

## Description
(22622) Strong est un astéroïde de la ceinture principale. Il fut découvert le 22 mai 1998 à Socorro (Nouveau-Mexique) par le projet LINEAR. Il présente une orbite caractérisée par un demi-grand axe de 2,36 UA, une excentricité de 0,18 et une inclinaison de 6,3° par rapport à l'écliptique.

## Compléments